# Art ibérique
Le terme d'art ibérique fait référence au style artistique du peuple ibérique, qui s'est installé dans la péninsule ibérique. Les exemples les mieux préservés sont des sculptures en pierre et en bronze. Les vestiges en bois et en terre cuite sont rares, car il s'agit de matériaux plus périssables.

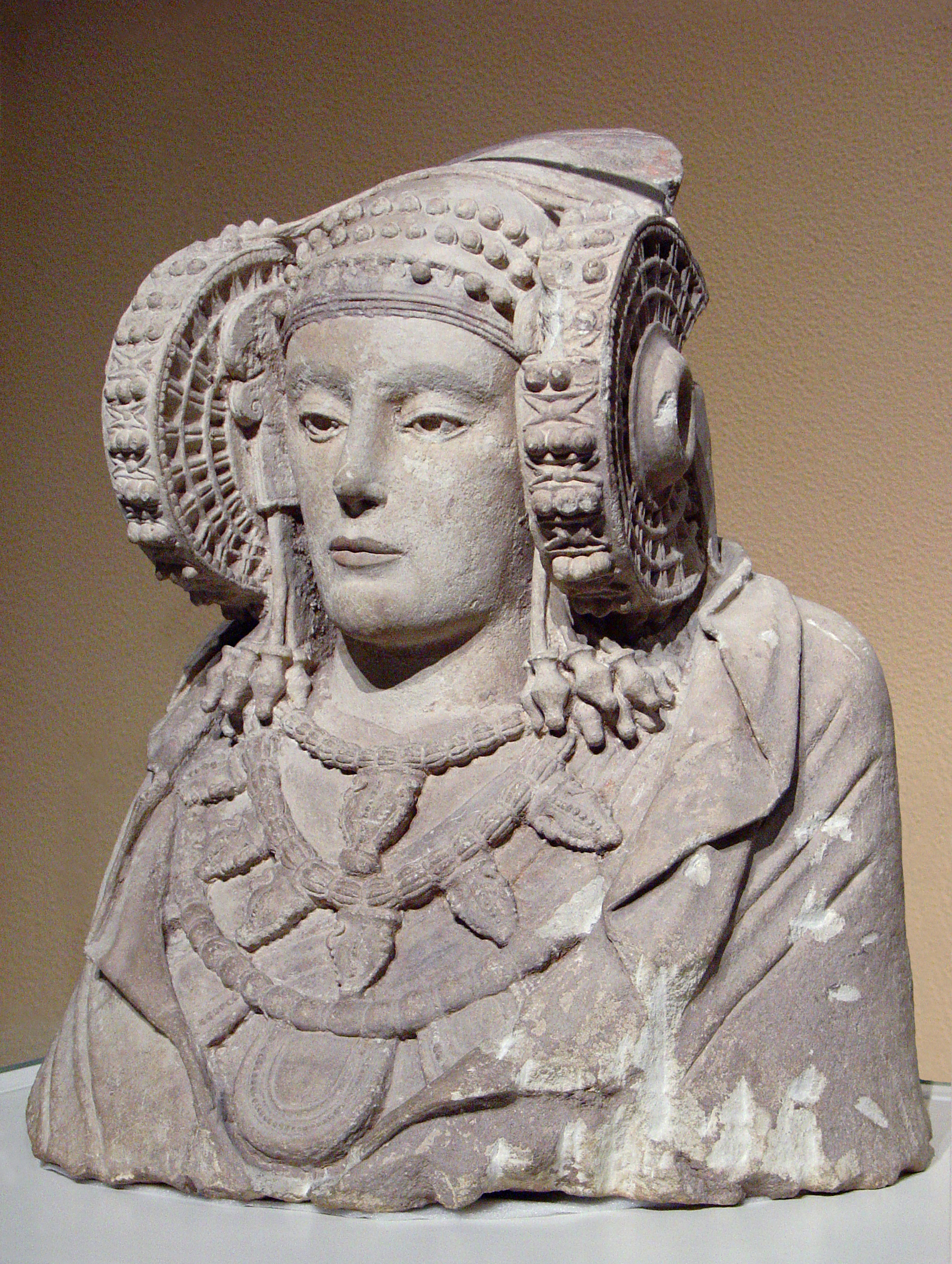
Dame d'Elche (Musée archéologique national espagnol, Madrid).

## Sculpture

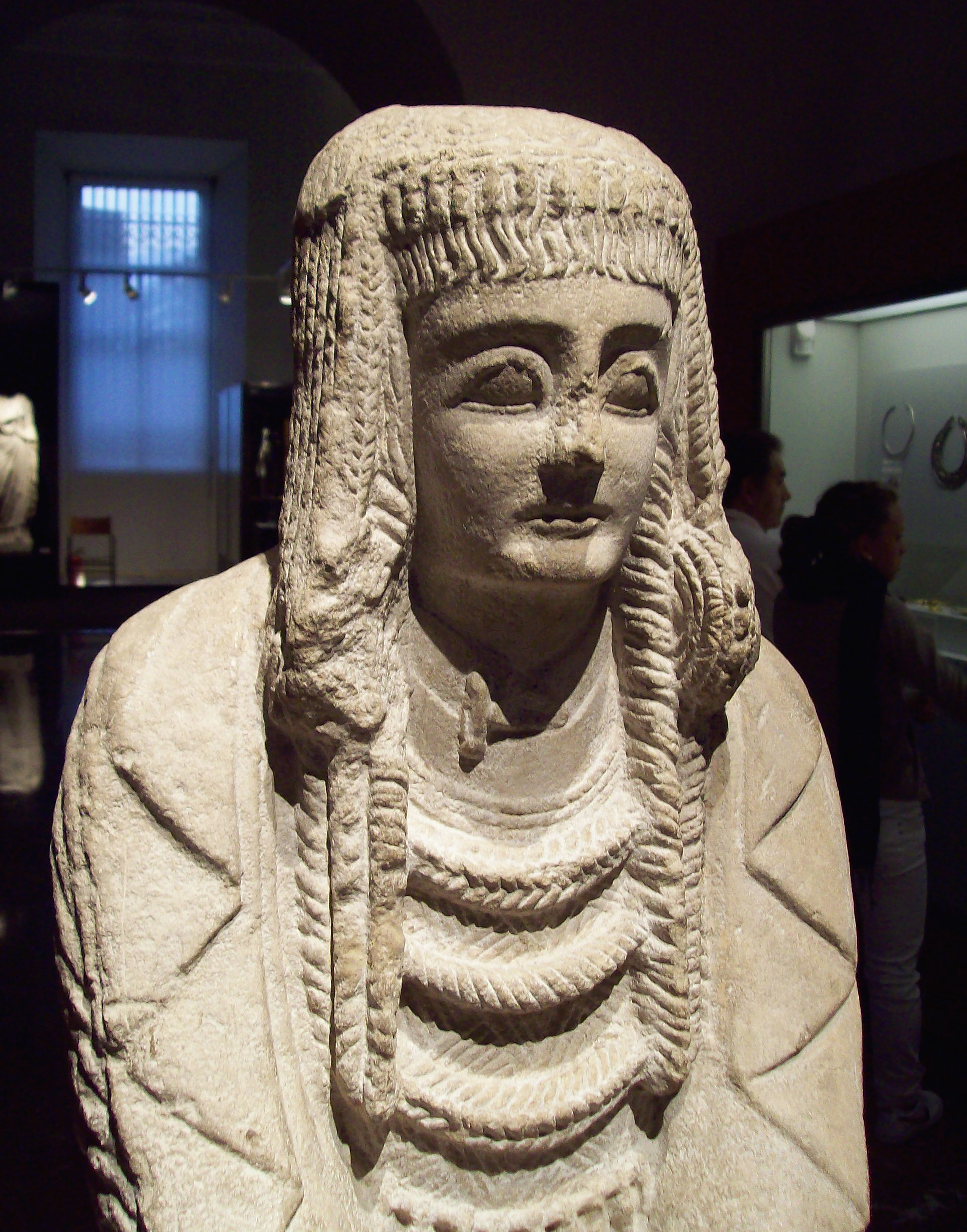
Dame de Cerro de los Santos (Musée archéologique national d'Espagne, Madrid).

L'activité la plus connue de l'art ibérique est la sculpture figurative, avec de petites statuettes en bronze, utilisées comme offrandes ou ex-voto, et de plus grandes statues en pierre. Les sites les plus importants sont : les sanctuaires de Cerro de los Santos et Llano de la Consolación, à Albacete ; le sanctuaire de Collado de los Jardines, à Despeñaperros (Jaén) ; Fuentecica à Coy et Cigarralejo à Murcia.
Parmi les sculptures en pierre, que l'on peut classer selon leur fonction funéraire ou religieuse, on trouve la Dame de Baza et la Dame d'Elche (musée archéologique national de Madrid), qui sont richement décorées et servaient d'urnes funéraires. Plus tardive que les précédentes, et à vocation religieuse, la Dame de Cerro de los Santos (IIIe siècle av. J.-C.), de Cerro de los Santos à Montealegre del Castillo (Albacete), dont on peut apprécier les influences archaïques de l'art plastique grec avec un long vêtement aux plis profonds et géométriques, et le frontalisme de sa structure.
De cette même période datent le Lion de Coy et la Biche de Balazote (Musée archéologique national de Madrid), trouvés dans la ville d'Albacete du même nom et apparentés aux taureaux anthropocéphales mésopotamiens et aux êtres à l'aspect féroce du monde hittite.

### Autres expressions artistiques
En matière d'orfèvrerie, le Trésor de Jávea se distingue, composé de pièces d'or et d'argent d'une facture délicate aux influences grecques.

## Zone d'influence
L'aire d'expansion de la sculpture ibérique n'est pas très étendue, bien qu'elle soit très diversifiée, ce qui a favorisé une grande variété régionale, due en grande partie à la richesse naturelle et aux traits culturels de chaque zone. Ses manifestations se concentrent dans trois régions : l'Andalousie, le centre de la péninsule et le Levant.

### Andalousie

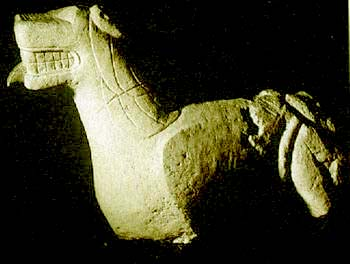
Lion de Bujalance, Ve siècle av. J.-C.

La zone andalouse, de Jaén à Grenade, est très complexe en raison de l'influence culturelle des peuples colonisateurs orientaux qui s'y étaient installés auparavant (Phéniciens, Grecs, etc.) et de la tradition laissée par les Tartessiens. La prolifération de vestiges architecturaux et sculpturaux, ainsi que des exemples de travaux d'orfèvrerie et de céramiques sont les caractéristiques les plus marquantes de cette région. Parallèlement à ce courant oriental, on peut en observer un autre d'origine hellénique en Andalousie, qui est introduit depuis les côtes d'Alicante vers le sud, présent dans le complexe du Cerrillo Blanco de Porcuna, le sanctuaire héroïque du Cerro del Pajarillo (Huelma) et le site d'Osuna (du IIIe siècle av. J.-C.).

### Intérieur des terres
À l'intérieur des terres, plus précisément dans l'ouest de La Mancha, l'importante cité (oppidum) d'Alarcos se détache à côté du fleuve Guadiana, avec d'importants vestiges de rues pavées, d'ex-votos et de figurines en bronze. Les ruines de la ville ibérique (plus tard romaine et wisigothique) d'Oretum, capitale de l'ancienne Oretania des deux côtés de Despeñaperros, ont à peine été fouillées. Les vestiges sont rares dans cette zone : poterie, figurines en bronze et ex-votos dans les sanctuaires de Despeñaperros et Castellar de Santisteban. Dans cette zone occidentale, les vestiges céramiques semblent la rattacher à l'Andalousie.
Il n'en va pas de même pour la Mancha orientale et les contreforts de la Serranía à Cuenca, où l'influence du style artistique ibéro-levantin est palpable, notamment dans la céramique. La zone centrale et méridionale de Cuenca constitue la limite nord du monde ibérique, qui se connecte avec les Celtibères de la sierra. De nombreux sites se distinguent ici, à La Manchuela de Cuenca, comme le Barchín del Hoyo et, surtout, l'oppidum d'Ikalesken (aujourd'hui Iniesta), qui conserve la seule mosaïque d'art ibérique et l'une des plus anciennes de la Méditerranée. Cette mosaïque a la particularité de représenter la fusion des cultures ibérique, grecque et phénicienne. La culture ibérique est représentée par le loup, un animal sacré, la grecque par Pégase et la phénicienne par la représentation de la déesse Astarté au milieu de la composition. La mosaïque, qui date d'environ le VIe siècle av. J.-C., est très archaïque dans son exécution, mais en raison de son intérêt artistique et de son ancienneté, elle mérite d'être considérée comme l'un des emblèmes de l'art ibérique.

### Albacete
Les territoires de l'actuelle province d'Albacete sont particulièrement riches en exemples diversifiés d'art ibérique, notamment en sculpture, et surprennent par la profusion des trouvailles, la qualité stylistique et la singularité de leurs pièces. Très brièvement, nous pouvons mentionner le grand nombre de pièces (rien qu'au Musée archéologique national, il y en a près de trois cents) trouvées dans l'important centre de culte du Cerro de los Santos -surtout la Gran Dama Offerente- et dans le Llano de la Consolación. Parmi les pièces uniques, citons la Biche de Balazote, la Dame de Caudete, le Sphinx de Haches, la Biche de Caudete, la mausolée de Pozo Moro, le Lion de Bienservida, les Sphinx jumeaux d'El Salobral, le Cheval de la Losa (Casas de Juan Núñez) ou le Coureur de Villares (Hoya Gonzalo), entre autres. En ce qui concerne l'orfèvrerie, il faut souligner le "Tesoro de Abengibre", un ensemble d'argenterie avec des inscriptions ibériques, ainsi que la Nécropole de Los Villares et le Chemin de la Croix de Hoya-Gonzalo qui se trouvent dans les contreforts des Altos de Chinchilla, à proximité de la Voie Héracléenne, avec de la céramique grecque, des matériaux puniques et étrusques, etc. L'existence de grands oppidum dans la province, encore non étudiés, pourrait augmenter de manière significative le nombre déjà important de vestiges de l'art ibérique. Bien que cette zone soit toujours décrite comme un passage ou une extension des influences ibériques en provenance du Levant ou de l'Andalousie, il est possible que le flux d'extension soit allé dans la direction opposée et qu'il s'agisse d'une zone centrale.

### Levante

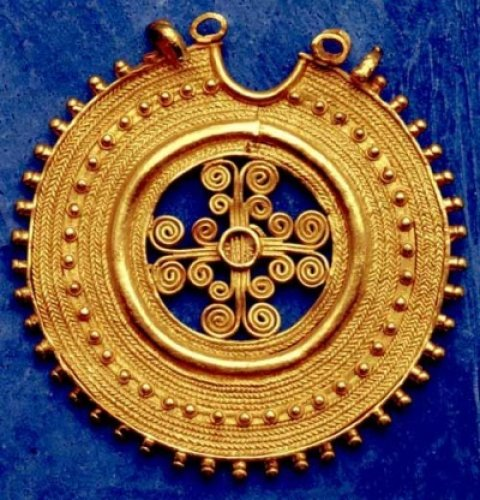
Arracada de la Condomina (Villena)

Dans l'est de Valence, dans l'ancienne Edétanie, les manifestations ibériques présentent des liens étroits, non seulement avec les anciennes traditions des premiers colons de l'âge du bronze et du fer, comme par exemple la crémation comme système funéraire, mais aussi avec les tendances orientales apportées par les colonisateurs grecs, dont ils ont repris les caractéristiques typiques de la période archaïque grecque, en abordant les mêmes thèmes - sphinx, griffons - et en utilisant des décorations géométriques sur les poteries, avec des fonds jaunâtres ou légèrement rougeâtres.
Ce courant levantin se transmet à des zones isolées de la vallée de l'Èbre où il se mélange aux substrats celtes et plus tard romains.